# Zaječí (nádraží)
Zaječí je železniční stanice, která se nachází severně od zástavby obce Zaječí v okrese Břeclav. Stanice leží v km 102,208 elektrizované dvoukolejné železniční trati Břeclav–Brno mezi stanicemi Podivín a Šakvice, ze stanice odbočuje jednokolejná neelektrizovaná trať do Hodonína, sousední stanicí jsou na této trati  Velké Pavlovice.

## Historie
Stanici s německým názvem Auspitz zprovoznila Severní dráha císaře Ferdinanda 7. července 1839, tedy současně se zahájením provozu na trati z Břeclavi do Brna. Od roku stanice 1918 nese české označení Zaječí, s výjimkou let 1938–1945, kdy se používalo opět německé pojmenování Auspitz.
9. září 1928 došlo ve stanici k srážce mezinárodního rychlíku s nákladním vlakem. V důsledku této události zahynulo celkem 20 osob.
V letech 1997–1999 probíhala modernizace traťového úseku Vranovice – Břeclav se zavedením traťové rychlosti 160 km/h. V rámci této stavby byla kompletně zmodernizována i stanice Zaječí.
18. listopadu 2004 byl nedaleko stanice dosažen nový rychlostní rekord českých železnic - jednotka řady 680 jela při zkušební jízdě rychlostí 237,04 km/h.
Od 30. března 2015 je stanice dálkově ovládána z CDP Přerov.

## Popis stanice
Stanice je vybavena staničním zabezpečovacím zařízením typu SZZ-ETB, které původně obsluhoval místně výpravčí z dopravní kanceláře ve výpravní budově, od 30. března 2015 je zabezpečovací zařízení dálkově ovládáno z CDP Přerov nebo z pracoviště pohotovostního výpravčího ve stanici Brno-Horní Heršpice, případně je možná i místní obsluha výpravčím přímo v Zaječí.

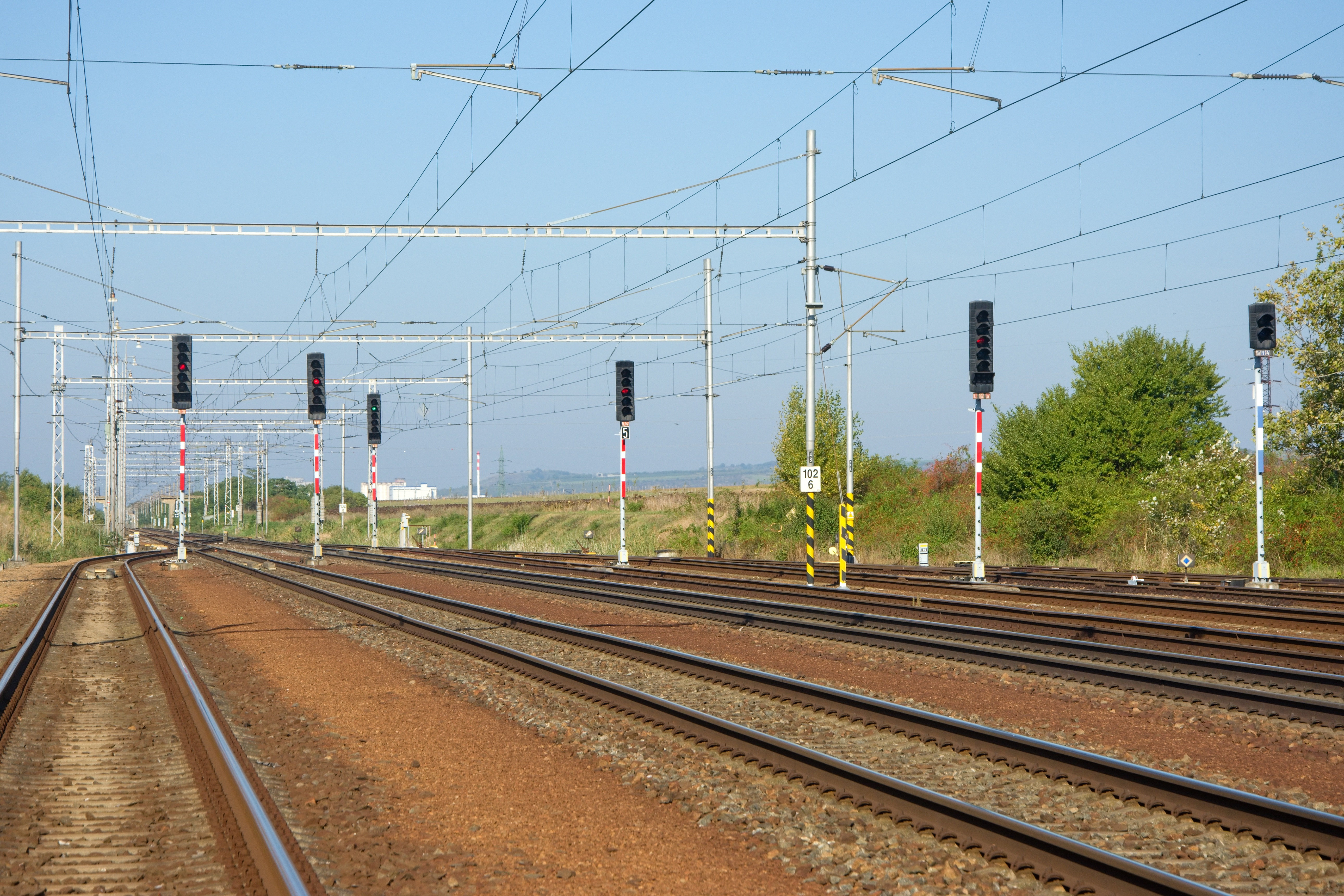
Šakvické zhlaví, vpravo odbočuje vlečka Rosso Steel

Ve stanici je pět průběžných dopravních kolejí na hlavní trati, dále pak jsou tři dopravní koleje, které jsou určeny jen pro vjezd a odjezd vlaků směr Velké Pavlovice. Na šakvickém zhlaví odbočuje vlevo (ve směru jízdy od Šakvic) vlečka Rosso Steel, na opačném zhlaví pak vlevo (ve směru jízdy od Podivína) účelové kolejiště Správy železnic sestávající ze tří kusých manipulačních kolejí.
Stanice není plně peronizována. V liché skupině je u koleje č. 3 zřízeno nástupiště č. 1 (jednostranné vnější u budovy, délka 244 m, výška nástupní hrany 200 mm), následuje nástupiště č. 2 u koleje č. 1 (jednostranné vnitřní s přístupem přes kolej č. 3, délka 224 m, výška nástupní hrany 250 mm), dále je ostrovní nástupiště mezi kolejemi č. 2 (délka nástupní hrany 220 m) a 6 (236 m) s přístupem od výpravní budovy podchodem, obě nástupní hrany tohoto nástupiště jsou ve výšce 550 mm nad temenem kolejnice. Pomocí podchodu se cestující dostanou také na ostrovní jednostranné nástupiště č. 4 „velkopavlovické“  (délka 100 m, výška nástupní hrany 300 mm) u koleje č. 10.
Jízdy vlaků v obou přilehlých traťových úsecích trati Břeclav–Brno jsou zabezpečeny pomocí automatického bloku s kolejovými obvody. V úseku do Velkých Pavlovic je instalováno automatické hradlo bez návěstního bodu. Volnost tratě je zjišťována pomocí počítačů náprav. Automatické hradlo bylo mezi Velkými Pavlovicemi a Zaječím zřízeno až v roce 2015 v rámci zapojení stanice Zaječí do CDP Přerov, předtím v tomto úseku fungoval reléový poloautomatický blok.